# 吉字节
吉字节（縮寫為GB），又稱十億位元組、京字节或戟（粵語），是信息计量单位字节的多倍形式。国际单位制（SI）以1,000,000,000（109）来定义前缀吉咖，故1吉字节表示109字节。常使用在标示硬盘、存储器等具有較大容量的储存媒介之储存容量。
Gibibyte（缩写：GiB）是另一个类似的單位，使用二进制前缀，表示1,073,741,824（230）字节，常与拍字节混淆。

## 与其他储存单位的换算
- 1 GB = 1,000（103）MB
- 1 GB = 1,000,000（106）KB
- 1 GB = 1,000,000,000（109）B

不過由於混淆已經普遍化，所以GB往往可以是指Gibibyte（GiB）。其换算是：
- 1 GiB = 1,024（210）MiB
- 1 GiB = 1,048,576（220）KiB
- 1 GiB = 1,073,741,824（230）B
- 1 GB ≈ 0.931 GiB

Gibibyte與吉字节（Gigabyte）常常被混淆，前者的計算方式是二進制，後者的計算方式是十進制。現今的計算上，常把吉字节以二進制的方式計算，即230。因為Windows對GB這個資訊計量單位的誤用，因此在Windows中顯示的"1 GB"，其實應是指"1 GiB"，由此常造成誤解。且Windows作業系統的佔有率高，导致该誤用非常普遍。由於两种换算方法的不同，使容量在計算上相差了约7.3%，所以常有Windows系统报告的容量比硬盘标示的容量還要小的情况发生。但在苹果公司的OS X作業系統中，对于儲存裝置的容量计算方式与硬件厂商一致，均为1GB = 1,000,000,000（109）字节的十进制，避免了计算和使用上的麻烦。